# Aglais (musiker)
Aglais (200-talet f.Kr.) var en grekisk musiker. 
Hon var dotter till Megalokles eller Megakles. Aglais var verksam som professionell musiker (trumpetspelare) i den grekiska staden Alexandria i Egypten.  Hon anlitades bland annat vid offentliga processioner och var en välkänd musiker på sin tid.  Vid ett tillfälle ska hon ha framträtt vid en offentlig processioner i peruk och bärande hjälm som Athena. 
Det finns ingenting som tyder på att hon var verksam som hetär, men hon stod som förebild för modern till Aristainetos uppdiktade karaktär Melissarion, som presenterades som dotter till Aglais, som uppträdde som hennes hallick. 